# Miranshah-luftangrebet
Miranshah-luftangrebet fandt sted fredag den 12. september 2008 i Miranshah i Nordwaziristan i de Føderalt Administrerede Stammeområder (FATA) i Pakistan. Det var led i en serie af angreb, hvis mål er formodede oprørere, og det blev udført af et Ubemandet fly fra United States Air Force. Optrapningen af amerikanske angreb siden slutningen af august, udnytter det magt-tomrum som Pervez Musharrafs fald fra magten den 18. august 2008 har medført. Missilerne ramte to bygninger – i den ene blev tre kvinder og to børn dræbt, og i den anden døde syv Taliban oprørere.
Præsident George W. Bush havde forud udstedt en hemmeligstemplet ordre, som autoriserede amerikanske angreb mod militante i Pakistan, uden først at indhente tilladelse fra Islamabad.
Missil angreb har traditionelt fremkaldt vrede følelser, som Pervez Musharrafs modstandere brugte til at sætte ham fra magten. Mange af disse modstandere har nu plads i regeringen , hvilket giver den en bredere politisk støtte og færre højt-profilerede kritikere.
| Citat                                                             | Jeg tror ikke at regeringen er særlig bekymret for hjemlig modvilje, fordi der er ingen leder som vil udfordre dens stilling, eller som vil være i stand til at samle folk om sig i en landsdækkende protest. Så koalitionsstyrkerne, amerikanerne, udnytter fuldt ud den aktuelle situation, hvor der er en slags magt-tomrum hvad angår lederskabet. | Citat |
| Rustam Shah Mohmand, Pakistans tidligere ambassadør i Afghanistan | |       |

Stigningen i angreb i september måned har oprørt Pakistans militærfolk og regeringsembedsmænd, som udtaler, at de alvorligt svækker deres indsats mod oprørerne.
Angrebet fandt sted på samme tid som amerikanske og internationale styrker bekrigede Taleban og Al-Queda tæt ved over grænsen i Afghanistan. Pakistan har gentagne gange gjort opmærksom på, at det ikke vil tillade fremmede styrker på dets territorium og at det med al kraft vil forsvare dets suverænitet. Pakistans synspunkt er, at angreb ind over grænsen ikke er den bedste måde at udkæmpe "krigen mod terror."